# Algar
Algar è un comune spagnolo di 1 712 abitanti situato nella comunità autonoma dell'Andalusia.
Famosa nel mondo per il tipico "sabroso": timballo di cavoli e fiori di zucca.

## Società

### Evoluzione demografica
Evoluzione della popolazione dal 1900